# Que nos quiten lo bailao
Que nos quiten lo bailao es el sexto y último álbum que grabó la banda de rock madrileña Canallas.
Fue publicado por la discográfica Grabaciones el Coyote en 2003 y se trató de un directo en que el grupo repasa su trayectoria justo antes de disolverse definitivamente. El álbum contó con las colaboraciones de Búho de Los Reconoces, Sergio de Grass y Gerardo de Vantroi. 

## Lista de canciones
1. A mi me gusta así
2. El color
3. Aprovecho la presente
4. Contigo y sin ti
5. Dale acción
6. Si me quieres escribir
7. Si hay que okupar
8. No nos van a parar
9. Bella Ciao
10. Hasta De Perfil
11. No nos valen
12. La Tarara
13. Bolingas Asociados
14. Cervecita fría
15. El cura
16. Himno de Riego
17. Somos los canallas
18. Que nos quiten lo bailao